# Five-a-Side
Five-a-Side ist eine Sportart, bei der zwei Mannschaften mit je fünf Spielern gegeneinander spielen. Das Ziel des Spiels besteht darin, den Ball in das gegnerische Tor zu werfen und damit ein Tor zu erzielen. Es gewinnt die Mannschaft, die nach Ablauf der Spielzeit die meisten Tore erzielt hat. Five-a-Side ist eine Abwandlung des klassischen Handball.

## Grundlagen

### Spielfläche
Die Spielfläche ist etwas kleiner als beim klassischen Handball und hat die Form eines Rechtecks (26 m × 20 m). In der Mitte der Schmalseiten befinden sich die Tore, vor diesen die jeweiligen Torräume. Der Raum innerhalb der Spielfläche, aber außerhalb der Torräume, ist das Spielfeld.
Grundsätzlich gilt, dass alle Linien zu dem Raum gehören, den sie begrenzen.

#### Tore
Die Tore sind drei Meter breit und zwei Meter hoch. Der Torrahmen muss ein Rechteck sein.
Jedes Tor muss ein Netz haben, das sogenannte Tornetz. Dieses muss derart befestigt sein, dass ein ins Tor geworfener Ball normalerweise im Tor verbleibt oder nicht durch das Tor hindurchfliegen kann.

#### Torraum
Vor den Toren befindet sich der Torraum. Er wird aus zwei Viertelkreisen mit einem Radius von sechs Metern um die jeweils innere hintere Ecke der Torpfosten und einer Linie parallel zur Torlinie in 6 m Abstand gebildet. Der Torraum darf von Feldspielern nicht betreten werden. Allerdings darf der Ball im Luftraum über dem Torraum gespielt werden, das heißt, ein Angreifer darf vor der Torraumlinie abspringen und aus kurzer Distanz auf das Tor werfen, wobei der Ball die Hand verlassen haben muss, bevor dieser Spieler den Boden berührt. Das Betreten des Torraums ohne Ball, um sich einen Vorteil zu verschaffen (z. B. eine bessere Anspielposition), führt zu Ballverlust für die Mannschaft des Spielers. Die Spielfortsetzung ist Abwurf.

#### Auswechselraum
An einer Längsseite der Spielfläche befindet sich für jede Mannschaft ein Auswechselraum, in dem sich die Offiziellen und die Ergänzungsspieler. Ein Wechsel zwischen Auswechselraum und Spielfeld ist jederzeit möglich.

### Spielball
Als Spielball wird ein weicher Five-a-Side Handball (alternativ auch ein weicher Methodik- oder Softball) verwendet.

### Spieldauer
Die Dauer eines Spiels beträgt 8 – 12 Minuten ohne Halbzeit, je nach Fitnessstand der Teilnehmer. Es gibt keine Auszeiten.

### Schiedsrichter
Das Spiel wird ohne Schiedsrichter ausgetragen. Es wird komplett auf den Fair-Play-Gedanken gesetzt.

## Mannschaft und Ballführung

### Spieleranzahl und Auswechslungen
Gespielt wird in gemischten Mannschaften (w/m/d). Jede Mannschaft besteht aus fünf Spielern, wovon immer einer ein „fliegender“ Torwart ist. Der Wechsel der Spieler erfolgt beliebig oft während des laufenden Spiels.

### Feldspieler
Die Feldspieler dürfen den Ball nicht nur mit der Hand berühren, sondern mit allen Körperteilen oberhalb des Knies (das Knie eingeschlossen), wobei, wie in anderen Ballsportarten auch, zwischen Fangen und Prellen unterschieden wird. Das Prellen ist durch die weichen Bälle jedoch nur schwer möglich. Ohne Prellen darf der Spieler nur maximal drei Schritte machen und den Ball nur drei Sekunden lang festhalten, dann muss er den Ball durch Pass an einen Mitspieler oder durch einen Torwurf freigeben. Bewegt er sich mit dem Ball über das Spielfeld, so darf direkt nach der Ballannahme maximal drei Schritte und nach dem Prellen maximal drei Schritte gelaufen werden. Läuft ein Spieler unbehindert (d. h. ohne Halten oder Klammern durch den Gegner) mehr als diese drei Schritte („Schrittfehler“ oder einfach „Schritte“ genannt) oder fängt er den Ball, dribbelt dann, nimmt den Ball wieder auf und beginnt erneut zu dribbeln (umgangssprachlich auch als „Zweimal“, „Doppel“ oder „Doppelfang“ bezeichnet), gelangt die gegnerische Mannschaft (durch einen Freiwurf) in Ballbesitz. Außerdem dürfen die Feldspieler den Ball nicht absichtlich in den eigenen Torraum zurückspielen. In diesem Fall erhält die gegnerische Mannschaft einen Freiwurf.

### Torwart
Der Torwart (abgekürzt: TW) wird nicht gesondert ausgewiesen. Er darf im Torraum den in Richtung Tor geworfenen Ball mit allen Körperteilen abwehren. Jeder Spieler einer Mannschaft kann als Torwart eingesetzt werden.

### Wurftechniken
Insgesamt gibt es vier verschiedene Wurftechniken:
1. Schlagwurf/Stemmwurf/Kernwurf: Der ballführende Spieler wirft aus dem Stand oder bremst seine Vorwärtsbewegung zum Stand und nutzt diesen Schwung zur Ballbeschleunigung.
2. Sprungwurf: Der Spieler springt, in der Regel mit Anlauf, in die Höhe und versucht, über die gegnerische Abwehr zu werfen.
3. Fallwurf: Der Fallwurf, der bevorzugt nahe der Torraumlinie angewendet wird, ist streng genommen ein Schlagwurf aus der Fallbewegung. Es gibt zwei Arten der Ausführung: frontal oder aus der Körperdrehung heraus.
4. Laufwurf: Der Laufwurf wird aus der Bewegung heraus wie der Schlagwurf ausgeführt, nur über das seitengleiche Bein. Der untypische Bewegungsablauf kann den Torwart überraschen.

Weiterhin gibt es spezielle Variationen gewisser Techniken:
- Schlenzer (Hüftwurf)
- Kempa-Trick (Flieger)
- Dreher (Wuzzler)
- Heber
- Abknickwurf
- Luftdreher

## Fouls und Strafen
Es ist erlaubt, den Ball wegzuspielen oder zu blocken sowie den Gegenspieler zu sperren. Körperkontakt ist grundsätzlich nicht erlaubt. Eine Behinderung der angreifenden Mannschaft durch Blockieren der Lauf- und Ballwege mit dem Körper und den Armen ist dennoch erlaubt. Es ist nicht erlaubt, den Ball wegzureißen, den Gegenspieler festzuhalten, zu klammern, zu stoßen, anzuspringen, wegzudrängen oder Ähnliches. Five-a-Side ist damit bewusst als körperloses Spiel angelegt. Ziel ist es mit schnellen Bewegungen die Räume zu zustellen oder den Gegner durch die Überzahl im Angriff auszuspielen.
Verstöße gegen die Regeln führen zu Ballverlust und zu einem Freiwurf an der Stelle des Regelverstoßes. Da es keine Schiedsrichter gibt, wird auf ein faires Miteinander gesetzt. Es gibt kein Strafensystem.

### Verteidigung und Angriff
Die Verteidiger (Abwehrspieler) bilden aufgrund der Topographie des Spielfelds in der Regel eine Zonendeckung vor dem Wurfkreis. Sie sind in der Unterzahl, da ihr Torwart im Tor ist und die Angreifer zu fünft. Es entsteht also ein 5 vs 4 Überzahlspiel für die Angreifer.
Die Angreifer versuchen entweder durch Einzelaktionen oder durch gruppen- bzw. mannschaftstaktische Angriffskonzeptionen einen Spieler in eine günstige Wurfposition zu bringen und ein Tor zu erzielen.
Allen Deckungsvarianten ist gemeinsam, dass oft versucht wird, bei Würfen der Rückraumspieler ein Zusammenspiel zwischen Torwart und Deckungsblock zu erreichen. So ist es Aufgabe des Deckungsblocks, den Wurf auf eine Seite des Tores zu verhindern, und der Torwart „übernimmt“ dann die andere Seite.
Obwohl es sich also meist um eine Zonenverteidigung handelt, ist der entscheidende Punkt die Zuordnung jedes Angreifers zu den Abwehrspielern. Mit den Angriffskonzeptionen wird versucht, die Zuordnung zu stören, Abspracheprobleme beim Übergeben/Übernehmen von Angriffsspielern in der Deckung zu erzwingen und so eine Überzahlsituation zu schaffen, in der ein Angreifer möglichst ungehindert zum Torwurf gelangt. Wurfstarke Rückraumspieler haben, wenn sie ungestört auf das Tor werfen können, immer eine sehr gute Torchance. Im Gegensatz zu den meist wurfgewaltigen Rückraumspielern sind Außen- und Kreisspieler in der Regel variantenreicher, was das Wurfrepertoire angeht, und darauf trainiert, auch noch aus sehr spitzen und damit ungünstigen Winkeln den Ball im Tor unterzubringen, wenn sie zu einem Sprungwurf in den Torraum kommen.

## Verbreitung
Five-a-Side ist vor allem in Dänemark und dem Norden Deutschlands verbreitet, außerhalb dieser Region ist Five-a-Side weniger populär.

### Verbände
- Handballverband Niedersachsen-Bremen (HVNB)
- Handballverband Baden-Württemberg